# I See Fire
«I See Fire» —en español: «Veo fuego»— es una canción compuesta e interpretada por el cantante británico Ed Sheeran, perteneciente a la banda sonora de la película El hobbit: la desolación de Smaug, de 2013. Además de componer la canción, Sheeran también la produjo, aunque esta vez recibió ayuda de Pete Cobbin. El 5 de noviembre de 2013, la lanzó como sencillo a través de iTunes bajo el sello de las discográficas WaterTower Music y Decca Records.

## Antecedentes y composición
El director de El hobbit: la desolación de Smaug, Peter Jackson, conoció a Sheeran cuando se encontraba de gira por Nueva Zelanda a finales de 2013. Al instante, Jackson contactó con el cantante para pedirle que grabase una canción para la película. Sheeran aceptó la propuesta y comentó a MTV que estuvo encantado de ayudar a realizar la música, ya que de pequeño leyó los libros. Adicionalmente, reveló que tuvo que aprender a tocar el violín para grabar la canción y que solo demoró un día en ambas cosas. Sobre el proceso, mostró su agrado dado que el director y los guionistas no le impusieron ningún tipo de regla. Si bien fue lanzada como sencillo, el cantante explicó que no formaría parte de su nuevo álbum, el cual sería lanzado a principios de 2014.
«I See Fire» es una canción folk grabada de manera acústica y que cuenta con una duración de cinco minutos exactos. Sheeran la compuso solo, y recibió ayuda de  Pete Cobbin para producirla. Además, también realizó los coros. De acuerdo con la partitura publicada por Alfred Publishing Co., Inc. en el sitio web Musicnotes, la canción tiene un tempo andante de ochenta y cuatro pulsaciones por minuto y está compuesta en la tonalidad de si bemol menor. El registro vocal de Sheeran se extiende desde la nota fa menor hasta la si mayor.

## Posicionamiento en listas

### Semanales
| Alemania      | Media Control Charts           | 3  |
| Australia     | ARIA Charts                    | 10 |
| Austria       | Ö3 Austria Top 40              | 13 |
| Canadá        | Canadian Hot 100               | 21 |
| Dinamarca     | Tracklisten                    | 3  |
| Escocia       | The Official UK Charts Company | 12 |
| España        | PROMUSICAE                     | 47 |
| Finlandia     | Mitä hittiä                    | 5  |
| Francia       | SNEP                           | 72 |
| Hungría       | Single (Track) Top 20          | 9  |
| Irlanda       | Irish Singles Chart            | 8  |
| Noruega       | VG-lista                       | 1  |
| Nueva Zelanda | NZ Top 40 Singles Chart        | 1  |
| Países Bajos  | Single Top 100                 | 13 |
| Reino Unido   | UK Singles Chart               | 13 |
| Suecia        | Sverigetopplistan              | 1  |
| Suiza         | Hitparade                      | 2  |

### Certificaciones
| País          | Organismo certificador | Certificación          | Ventas     | Ref.   |
| ------------- | ---------------------- | ---------------------- | ---------- | ------ |
| Australia     | ARIA                   | 2× Platino             | 140 000    | [ 21 ] |
| Austria       | IFPI — Austria         | Platino                | 30 000     | [ 22 ] |
| Bélgica       | BEA                    | Platino                | 30 000     | [ 23 ] |
| Dinamarca     | IFPI — Dinamarca       | Oro                    | 15 000     | [ 24 ] |
| Dinamarca     | IFPI — Dinamarca       | 4× Platino (Streaming) | 10 400 000 | [ 25 ] |
| Italia        | FIMI                   | Platino                | 30 000     | [ 26 ] |
| Nueva Zelanda | RIANZ                  | 4× Platino             | 60 000     | [ 27 ] |
| Suecia        | IFPI — Suecia          | 4× Platino             | 160 000    | [ 28 ] |
| Reino Unido   | BPI                    | Platino                | 600 000    | [ 29 ] |

### Anuales
| Nueva Zelanda | New Zealand Singles Chart | 46 |